# Jan Domarski
Jan Domarski (* 28. října 1946, Řešov) je bývalý polský fotbalista, útočník. Je známý jako autor historického gólu polské reprezentace 17. října 1973 proti Anglii na stadionu ve Wembley v 57. minutě kvalifikačního utkání o postup na mistrovství světa 1974. Zápas skončil 1:1 a Polsko se kvalifikovalo jako vítěz skupiny na úkor Anglie na mistrovství světa.

## Fotbalová kariéra
Hrál v polské nejvyšší soutěži za Stal Rzeszów a Stal Mielec. Se Stalem Mielec získal v letech 1973 a 1976 mistrovský titul. Dále hrál ve Francii za Nîmes Olympique. Kariéru končil v rodném Řešově v týmech Stal Rzeszów a Resovia Rzeszów. V Poháru mistrů evropských zemí nastoupil ve 2 utkáních a v Poháru UEFA nastoupil v 5 utkáních. Za reprezentaci Polska nastoupil v letech 1967-1974 v 17 utkáních a dal 2 góly. Byl členem polské reprezentace na Mistrovství světa ve fotbale 1974, kde Polsko získalo bronzové medaile za 3. místo, nastoupil ve 3 utkáních. 

## Ligová bilance
| Ročník              | Zápasy | Góly | Klub            |
| ------------------- | ------ | ---- | --------------- |
| Ekstraklasa 1963/64 | 12     | 1    | Stal Rzeszów    |
| Ekstraklasa 1964/65 | 19     | 4    | Stal Rzeszów    |
| Ekstraklasa 1965/66 | 26     | 8    | Stal Rzeszów    |
| Ekstraklasa 1966/67 | 26     | 10   | Stal Rzeszów    |
| Ekstraklasa 1967/68 | 23     | 8    | Stal Rzeszów    |
| Ekstraklasa 1968/69 | 22     | 5    | Stal Rzeszów    |
| Ekstraklasa 1969/70 | 25     | 10   | Stal Rzeszów    |
| Ekstraklasa 1970/71 | 26     | 6    | Stal Rzeszów    |
| Ekstraklasa 1971/72 | 26     | 3    | Stal Rzeszów    |
| I liga 1972/73      | 3      | 0    | Stal Rzeszów    |
| Ekstraklasa 1972/73 | 16     | 5    | Stal Mielec     |
| Ekstraklasa 1973/74 | 30     | 7    | Stal Mielec     |
| Ekstraklasa 1974/75 | 30     | 13   | Stal Mielec     |
| Ekstraklasa 1975/76 | 28     | 10   | Stal Mielec     |
| Ligue 1 1976/77     | 27     | 8    | Nîmes Olympique |
| Ligue 1 1977/78     | 32     | 8    | Nîmes Olympique |
| II liga 1978/79     | -      | -    | Stal Rzeszów    |
| I liga 1979/80      | 24     | 4    | Resovia Rzeszów |
| I liga 1980/81      | 22     | 6    | Resovia Rzeszów |
| I liga 1981/82      | 11     | 1    | Resovia Rzeszów |
| CELKEM 1. liga      | 368    | 106  |                 |